# Dusona atriceps
Dusona atriceps är en stekelart som först beskrevs av Cresson 1865.  Dusona atriceps ingår i släktet Dusona och familjen brokparasitsteklar. Inga underarter finns listade i Catalogue of Life.